# Nurnisa Abbas
Nurnisa Abbas (en uigur: نورنىسا ئابباس, en chino: 努尔尼沙·阿巴斯) es una música uigur conocida por su música de ópera. Actualmente es jurado en el reality show La Voz de la Ruta de la Seda.